# Agata Teleżyńska
Agata Teleżyńska (zm. w styczniu 2018) – polska dziennikarka.
Od 1990 roku związana z miesięcznikiem „Twoje Dziecko”. W latach 1997–2003 była jedną z założycielek i szefowych Fundacji Rodzić po Ludzku. W 2003 roku wróciła do „Twojego Dziecka”, od maja 2006 roku była redaktor naczelną czasopisma.